# Gordon Smiley
Gordon Eugene Smiley (* 20. April 1949 in Omaha; † 15. Mai 1982 in Indianapolis) war ein amerikanischer Rennfahrer.

## Karriere
Bereits mit 19 Jahren fuhr Smiley seine ersten Rennen und fuhr in verschiedenen Rennserien der SCCA, wo er insgesamt viermal Meister wurde. Im Jahr 1974 wurde er Profi-Rennfahrer und fuhr in den Rennserien „Formula Atlantic“, CanAm, Formula 5000 und Formula Super Vee. Dort konnte er mehrere Rennen gewinnen und stellte insgesamt 25 Streckenrekorde auf.
Im Jahr 1979 wechselte er in die Aurora-AFX-Formel-1-Serie nach Europa, wo er für das Surtees-Team elf Rennen bestritt und auf dem Silverstone Circuit das Rennen um die Bradford & Bingley Trophy gewann. 1980 wechselte er zum Team Patrick Racing, für das er in der IndyCar-Serie fuhr und 1980 und 1981 am traditionsreichen Indy 500-Rundrennen teilnahm.

## Unfalltod
Am 15. Mai 1982 verunglückte Gordon Smiley im Rahmen der Vorqualifikation für die Startaufstellung des Indianapolis 500 bei einem schweren Unfall tödlich.
In Kurve 3 der Strecke verlor er wegen eines Fahrfehlers bei einer Geschwindigkeit von 320 km/h die Kontrolle über sein Fahrzeug und schlug ungebremst mit der Nasenfront des Rennwagens voran in die Mauer ein. Sein Rennwagen wurde beim Aufprall komplett zerstört. Es blieben lediglich 3 Restteile übrig, welche unter anderem mit seinem Körper über die Strecke trudelten. Gordon Smiley starb beim Aufprall sofort.
Der Unfall gilt bis heute als einer der schrecklichsten und brutalsten Unfälle des amerikanischen Rennsports.

## Ehrungen
Im Jahre 2000 wurde Gordon Smiley in die „Nebraska Auto Racing Hall of Fame“ aufgenommen.